# 4 novembre 1954
Le jeudi 4 novembre 1954 est le 308e jour de l'année 1954.

## Naissances
- Aleksandr Aksinin (mort le 28 juillet 2020), athlète russe
- Aleksandr Viktorovich Fyodorov, universitaire spécialisé dans l'éducation aux médias et critique de cinéma russe
- Annick Le Loch, personnalité politique française
- Graeme Campbell, réalisateur canadien
- Hervé Regout, pilote de course automobile international belge
- Hidehiko Shimizu, joueur de football japonais
- Kenneth Allen Taylor (mort le 2 décembre 2019), philosophe américain
- Lee Sorensen, bibliothécaire et historien de l'art américain
- Marta Nováková, femme politique tchèque
- Nacer Guedioura, joueur de football algérien
- Pan Hong, actrice
- Rui Palhares, joueur de football portugais
- Stephen McEveety, producteur de cinéma américain

## Décès
- Archibald Read Richardson (né le 21 août 1881), mathématicien britannique
- Hanna Solf (née le 14 novembre 1887), résistante allemande au nazisme
- Stig Dagerman (né le 5 octobre 1923), écrivain et journaliste suédois